# Охорона ґрунтів
Охоро́на ґрунті́в — система правових, організаційних, технологічних та інших заходів, спрямованих на збереження і відтворення родючості та цілісності ґрунтів, їх захист від деградації, ведення сільськогосподарського виробництва з дотриманням ґрунтозахисних технологій та забезпеченням екологічної безпеки довкілля.

## Законодавча база
Статтями 35 і 37 Закону України «Про охорону земель» передбачено, що юридичні та фізичні особи, що мають права тимчасового користування сільськогосподарськими  угіддями, у тому числі на правах оренди або сервітуту, зобов’язані проводити господарську діяльність, не завдаючи шкоди родючості ґрунтів, а також застосовувати екологобезпечні технології обробітку ґрунтів, здійснювати заходи щодо їх охорони, забезпечувати захист земель від забруднення, підкислення, осолонцювання, засолення, виснаження ґрунтів на гумус, поживні елементи тощо. 
Згідно зі статтями 156 і 157 Земельного кодексу України та статтею 140 Цивільного кодексу України, для економічного стимулювання раціонального природокористування земель передбачено відшкодування збитків власників землі й землекористувачів за погіршення родючості ґрунтів на земельних ділянках сільськогосподарського призначення. Шкода, що заподіяна ґрунтам, підлягає відшкодуванню у повному обсязі.

### Нормування в області охорони ґрунтів
Основні поняття Закону Україна Про збереження ґрунтів та охорону їх родючості
- З метою охорони ґрунтів, забезпечення виконання ними екологічних, санітарно-гігієнічних, господарських функцій встановлюються державні нормативи якості ґрунтів, нормативи допустимих впливів на ґрунти та інші нормативи в галузі охорони ґрунтів.
- Нормативи якості ґрунтів включають показники гранично допустимих концентрацій хімічних, радіоактивних, біологічних речовин та мікроорганізмів у ґрунті та допустимих змін складу, будови і властивостей ґрунтів, що забезпечують виконання ґрунтами своїх функцій, і встановлюються з урахуванням типу ґрунтів та цільового призначення земель.
- Нормативи якості ґрунтів для земель сільськогосподарського призначення повинні включати також нормативи родючості ґрунтів і забезпечувати отримання рослинницької та іншої сільськогосподарської продукції, безпечної для життя і здоров'я людини.
- Нормативи допустимих впливів на ґрунти включають нормативи допустимого конкретного виду впливу господарської та іншої діяльності на ґрунти для конкретного джерела впливу і нормативи допустимого антропогенного навантаження на ґрунти.
- Нормативи допустимого антропогенного навантаження на ґрунти встановлюються по кожному виду впливу на ґрунти й сукупному впливу на ґрунти всіх джерел впливу, що знаходяться на конкретної території, виходячи з особливостей ґрунтоутворення в різних природно-кліматичних зонах, здатності ґрунтів до самовідновлення та цільового призначення земель.
- Нормативи допустимого антропогенного навантаження на ґрунти земель сільськогосподарського призначення повинні забезпечувати збереження родючості ґрунтів.
- Нормативи в галузі охорони ґрунтів встановлюються уповноваженим державним органом у порядку, визначеному вищим виконавчим органом державної влади.